# Julien Viale
Julien Viale (Lione, 13 febbraio 1982) è un ex calciatore francese, di ruolo attaccante.

## Palmarès

### Club

#### Competizioni nazionali
- Campionato francese: 1

Olympique Lione: 2002-2003
- Supercoppa francese: 2

Olympique Lione: 2003, 2004

### Individuale
- Capocannoniere della Coupe de la Ligue: 1

2014-2015 (3 reti)